# Hunyadi téri színház
A kolozsvári Hunyadi téri színház, más néven kolozsvári Nemzeti Színház a város meghatározó, a Farkas utcai színházat felváltó művelődési intézménye volt az első világháború előtt és a második bécsi döntést követő években (1940–1944). Igazgatója 1906–1919 között Janovics Jenő, 1940–1945 között Kemény János, illetve Táray Ferenc volt. „Az első világháborút megelőző évtized sajtókritikai véleménye szerint Janovics Jenő igazgatása idején a kolozsvári magyar színház klasszikus és modern realista repertoárja a fővárosi színházak fölött állott.”
Az épületben 1919–1940 között, illetve 1945 óta a Román Nemzeti Színház (Lucian Blaga Nemzeti Színház) és a Román Nemzeti Opera működik, a magyar színház a sétatéri épületbe költözött át. A Fellner és Helmer által tervezett eklektikus stílusú épület a romániai műemlékek 2010-ben kiadott jegyzékében  országos jelentőségűként szerepel.

## Leírása
A Fellner és Helmer kései korszakából származó, eklektikus stílusú épület számos hasonlóságot mutat az építészpáros által tervezett színházépületekkel: az előcsarnok a karlsbadival (1884–1886), a tornyai a szófiaival (1905–1906), a központi rész a csernovicival (1904–1905), összességében pedig a fürthivel (1901–1902) és thornival (1903–1904).

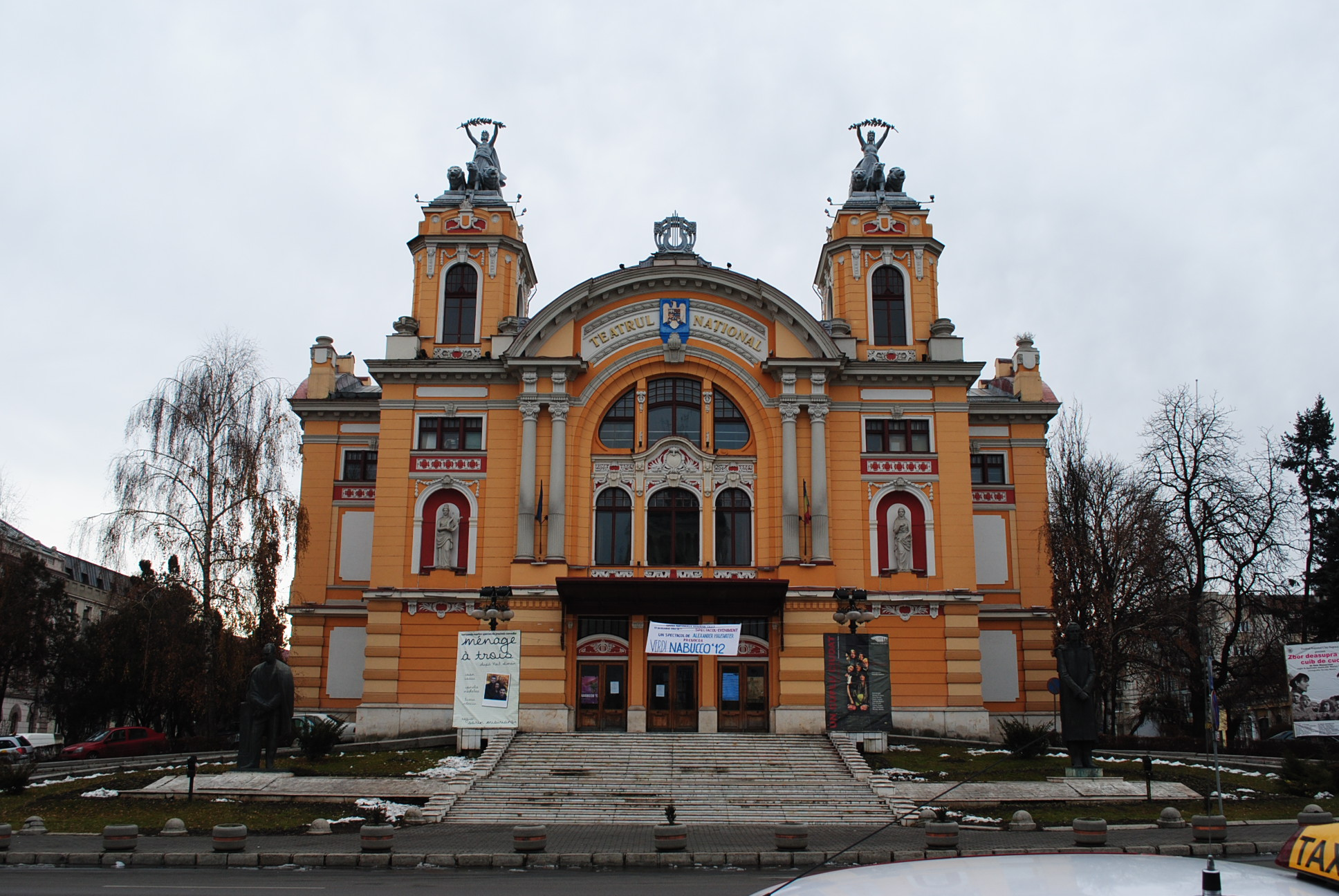
A színház épülete 2012-ben

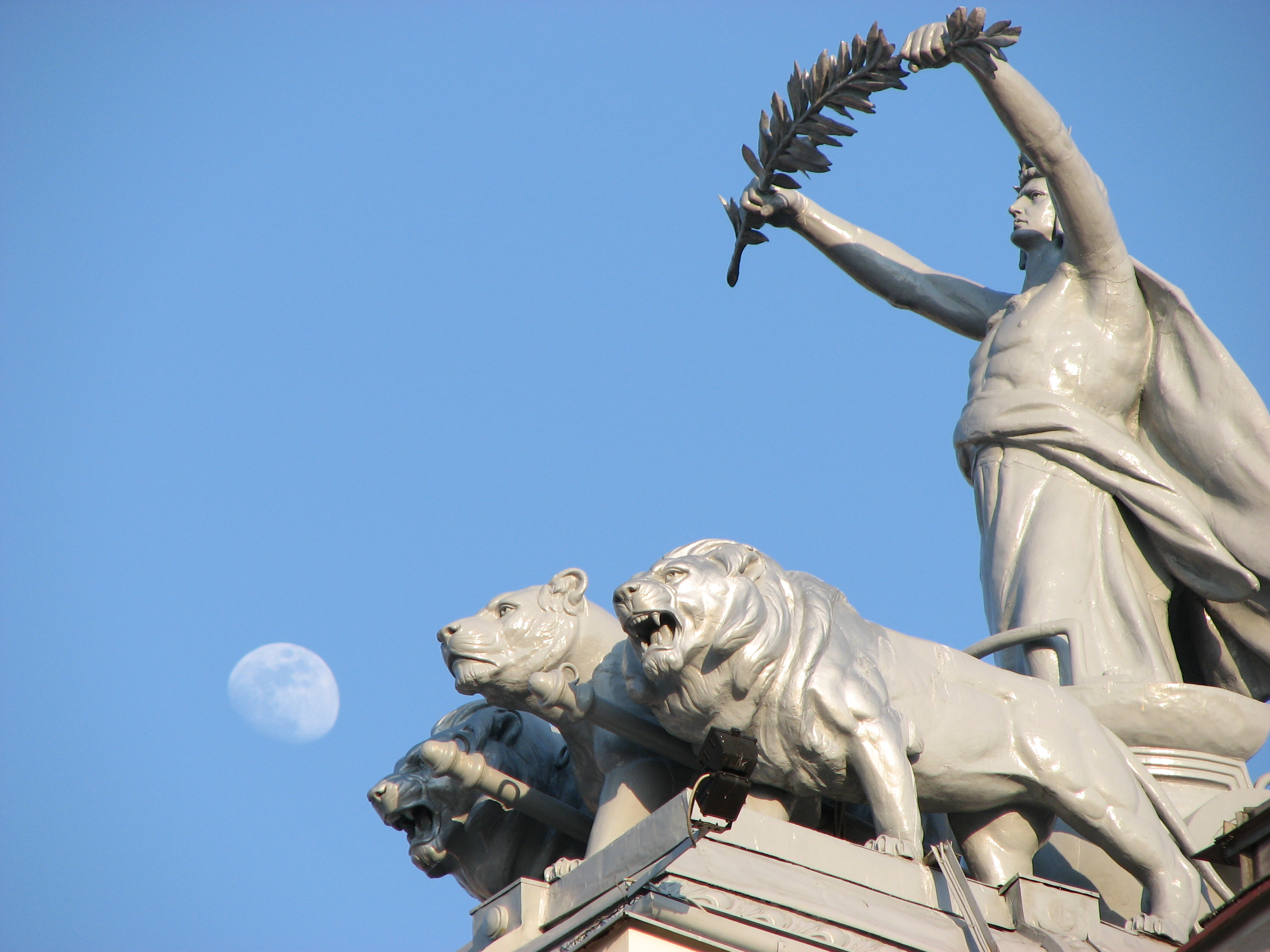
A tornyon elhelyezkedő Apollón-szobor

Az épület három tömbből áll: egyik a bejárati csarnok és a lépcsősorok, a másik az alacsonyabb tetejű nézőtér, a harmadik pedig a játszótér és a zsinórpadlás. Belső szerkezete és homlokzata egyaránt szimmetrikus. A homlokzatokat reneszánsz és barokk formaelemekkel alakították ki, a díszítések szecessziós jellegűek. A főhomlokzat két szélén egy-egy, a színházépítészetben kevésbé szokványos 9 méteres torony helyezkedik el. A tornyok tetején egy-egy bronz szoborkompozíció kapott helyet, amelyek oroszlános fogaton Apollónt illetve Thaleiát ábrázolják; ezek Szeszák Ferenc terve alapján és irányításával készültek.
A főbejárat két oldalán levő szoborfülkében eredetileg Wesselényi Miklós és Jósika Miklós szobra állt, amelyeket szintén Szeszák Ferenc tervezett. Ezeket 1919-ben ledöntötték, helyükön 1990 óta Thaleia és Euterpé szobra áll, mindkettő Vasile Rus Batin alkotása.
A bejárati csarnokból díszes főlépcső indul, amely az osztrák barokk kastélyokhoz hasonlóan az ünnepélyességet hangsúlyozza. A patkó alakú nézőtér hagyományos módon hármas páholysorral készült, főpáholy azonban nincs. A nézőtér eredetileg 1304 férőhelyes volt; ebből a 180 állóhelyet az 1970-es években megszüntették. A nézőteret a színpad felé enyhén lejtő álkupola fedi.
A belső díszítőelemek közül megemlítendőek az előcsarnokban elhelyezkedő bronzlámpák, igényes kivitelű tükrök, illetve stukkódíszek. A nézőtéren a páholyok mellvédjein, a páholyokat elválasztó falszakaszokon, a mennyezeten és a proszcéniumon barokkos díszítések figyelhetők meg. A nagy mennyiségű aranyozás amellett, hogy a belső fényt erősíti, szintén az ünnepélyességet emeli. Az eredeti bútorzat legnagyobb része elpusztult.

## Története

### Építése és felavatása
A 19. század elején épült, több szempontból is korszerűtlen Farkas utcai színházat a 20. század elején tűzveszélyesnek nyilvánították, és több évadon át csak belügyminiszteri engedéllyel, a kormány felelősségére nyithatott ki. Ezért 1903-ban a minisztertanács úgy döntött, hogy új színházat kell építeni. Ehhez a városnak ingyentelket kellett biztosítania, az építkezés fedezetét részben a Kolozsvári Országos Színházi Alap ingatlanvagyona, részben a színigazgató állami támogatására felvett banki kölcsön jelentette.
Az építkezéshez három lehetséges helyszín merült fel: a Széchenyi tér, a Hunyadi tér, illetve a meglévő színház helye a Farkas utcában; végül Tisza Kálmán miniszterelnök az akkor még elhanyagolt állapotú Hunyadi tér mellett döntött. Széll Kálmán miniszterelnök a Fellner és Helmer céget kérte fel, hogy nyújtson be tervet és árajánlatot a színház építésére. A megbízást utódja, Tisza István adta az osztrák cégnek, figyelmen kívül hagyva a szakmai és szélesebb közvélemény ellenkezését a pályázati kiírás hiánya és a magyar építészek mellőzése miatt, mert úgy ítélte meg, hogy a szűkre szabott költségvetés okán nagyon gyakorlott építészekre van szükség. A kivitelezési munkákra pályázatot írtak ki, amelyen kizárólag hazai vállalkozók vehettek részt. További bírálatokat szült az, hogy a minisztérium építési bizottsága az osztrák tervezőkkel véleményeztette a pályázatokat, és az ő ajánlásukat fogadta el a kivitelezők kiválasztásakor. Az 1904. május 16-án elfogadott terv 850 000 koronát irányzott elő a költségekre; a végső költség a felszereléssel, bútorokkal és a külön díszletraktárral 1 010 000 koronát tett ki.
Az építkezés földmunkálatait a Réhling és Spáda cég 1904. szeptember 9-én kezdte el. Az alapozást jó mélyre kellett ásni, mert az évszázadokon át piacként használt tér talaja háromméteres mélységig salakkal és kaviccsal kevert trágya volt. Az alapozás belcsényi cementből, mész nélkül készült, az alapfalat bácstoroki kőből rakták. Noha eredetileg 1905-re tervezték az épület átadását, az építkezés lassabban haladt a vártnál. A tető 1905 júliusában került a helyére. Nem sokkal ezután közfelháborodást okozott, hogy az építésvezető megtagadta a homlokzatra tervezett Wesselényi-szobor elhelyezését arra hivatkozva, hogy az építőbizottság egyik tagja rendelkezett így. A belsőépítészeti munkák további egy évet igényeltek; az építkezés végül 1906. augusztus 15-én fejeződött be. A munkálatok során a legfőbb szempont a tűzbiztonság volt, ezért a nézőteret a színpadtól hullámlemezekből készült vasfüggöny választotta el, a zsinórpadláson záporkészüléket helyeztek el, tizenegy kijáratot létesítettek, és a díszletraktárnak külön épületet biztosítottak.
Az épület ünnepélyes felavatására 1906. szeptember 8-án került sor. A színházépítő bizottság képviseletében gróf Béldi Ákos vette át a kulcsokat Ferdinand Fellnertől, majd átadta a kormányt képviselő Darányi Ignácnak, aki a Színügyi Választmány elnökének, Bánffy Miklósnak továbbította. Az építkezés befejezését szimbolikusan a zárókő befalazásával jelezték, amelybe az építkezés leírását helyezték el. Az előcsarnokba a színház igazgatója, Janovics Jenő adományaképpen Kótsi Patkó János és Ecsedi Kovács Gyula mellszobra került, mindkettő Róna József alkotása. A nyitóelőadás műsorát Kacsóh Pongrác nyitánya indította, melyet Janovics Jenő beköszöntője követett. A himnusz eléneklése után Herczeg Ferenc Színházavatás című drámai prológusát és Bujdosók című, erre az alkalomra írt színművét adták elő.
Mivel a színpadi rész és a kiszolgáló helyiségek szűknek bizonyultak, az első évad utáni nyári szünetben egy melléképületet húztak fel, amelynek alagsorában bútor- és kellékraktár, a földszinten a heti műsorhoz tartozó díszletek raktára és társalgó, az első és második emeleten irodák, könyvtár és próbaterem kaptak helyet.

### Működése

#### 1906–1919

##### A kezdetek
Janovics Jenő szándéka egy repertoárszínház kialakítása volt; ennek eléréséhez az ifjúsági előadásokkal szándékozott közönséget nevelni, ehhez azonban meg kellett küzdenie a színházon belüli és kívüli ellenállással. Az ifjúsági előadások műsortervét az iskolák irodalomtanáraival együtt határozták meg; az előadások előtt egyetemi és középiskolai tanárok és maga a színigazgató tartottak bevezető előadásokat. Az első évadban tíz hónap alatt negyvenegy bemutatóra, összesen háromszázhatvan előadásra került sor. A prózai darabok és operák mellett az előadások több mint egyharmadában operett volt műsoron, engedményképpen a közönség ízlésének. Az igazgató – a korábbi gyakorlattól eltérően – nem a fővárosi színházak műsorát vette át, hanem ő maga szerezte meg egyes színdarabok előadási jogát. Így például 1908-ban a pesti színházakat megelőzve bemutatták Ibsen Rosmersholm, Strindberg Számum, Bjørnson Erőnkön felül, és Wilde Pádua hercegnője és Flórenci tragédia, című darabjait, 1909-ben pedig Strindberg Abu Kaszem papucsa és Maeterlinck Mária Magdolna című darabjainak ősbemutatójára került sor. 1907-ben, amikor Nagyváradon Szigligeti Ede szobrára indult gyűjtés, a nagyváradi és a kolozsvári színházak cserevendégjátékot szerveztek, az előadások bevételét a szoboralapnak juttatva.
Az első évadot követően Apponyi Albert kultuszminiszter további nyolc évre megbízta Janovics Jenőt a színház igazgatásával. Abból a célból, hogy a Hunyadi téri színház repertoárszínházzá válhasson, Janovics a könnyű műfajt a sétatéri színkörbe akarta átirányítani, ezért az addig favázas épület helyett 1908–1910-ben újat építtetett. A második évadban háromszázötvennyolc előadást – köztük kilenc bevezetővel ellátott ifjúsági előadást – tartottak, és folytatták azt az irányt, hogy Budapesten még be nem mutatott darabokat adjanak elő. Az évad végén a kultuszminiszter Várady Miklóst a színház örökös tagjává nevezte ki azzal, hogy amíg erre nincs költségvetési fedezet, a színész javadalmazását a színigazgató köteles folyósítani.
Több korabeli hírességet hívtak meg vendégszereplésre: 1910. március 4-én Újházi Ede és Blaha Lujza léptek fel Móricz Zsigmond Sári bírójában, 1910. április 24-én pedig Lehár Ferenc vezényelt a Luxemburg grófja huszonötödik előadásán, de felléptek a pályájukat hajdan Kolozsváron kezdett Ivánfi Jenő, Sándor Erzsi és Székelyhidy Ferenc is.

##### Magyar drámatörténelmi ciklus 1911–1912
Már a színház 1907–1908-as műsortervében szerepelt, hogy az igazgatóság magyar drámatörténelmi ciklus indítására készül, és „főpróbaképpen” az évad második felében hat héten át kizárólag hazai darabokat játszottak. A terv az 1911–1912-es évadban valósult meg, amikor huszonhét előadáson huszonnyolc művet mutattak be, köztük több feledésbe merült klasszikus darabot. Ezzel Janovics a gyakorlatba is átültette 1907-es műve, a Magyar dráma főirányai gondolatait. Az ünnepélyesség hangsúlyozására a sorozat előadásaihoz Förstner Tivadar iparművész tervezett különleges, magyar motívumokkal díszített színlapot.
Noha a tervet a szakmai körök és a közönség egyaránt hitetlenül fogadták, már az első előadás nagy sikert aratott. A Pesti Napló szerint „legizgatóbb modern daraboknak alig lehet olyan intenzív hatásuk és sikerük, aminőt ezek az évszázadok előtti darabok ma Kolozsvárott arattak. A közönség megértéssel és nem lankadó érdeklődéssel kísérte az első darab szenvedélyes vitáit, a második darab tréfás jelenetein pedig igen jóízűen mulatott.” A Kolozsvári Hírlap, amely többször támadta a színházat, a következőképpen reagált: „Sokan a drámatörténelmi ciklus komolyságát kétségbevonták, sőt mi magunk is hajlandók voltunk e sorozatos előadások programját inkább az ú.n. papírosrepertoár számlájára elkönyvelni. […] Amit a drámatörténeti ciklus előadásával nyújtott, az egyelőre ugyan előleg, de megnyugtató előleg arra, hogy a kolozsvári Nemzeti Színházat az ország második színházának lehet tartani.” A drámatörténeti ciklus országos visszhangot keltett; az Országos Színészegyesület a magyar színigazgatókat a példa követésére hívta fel; a budapesti Nemzeti Színház vígjátékciklust szervezett. A magyar drámatörténeti ciklus előadásainak bevezetőit az Országos Irodalmi és Közművelődési Szövetség könyv alakban is kiadta A magyar dráma fejlődése címen. A ciklus néhány darabját Budapesten, a Magyar Színházban 1912. május 2-ától kezdődő vendégjátékon is bemutatták.
| \| Szerző \| Cím \| Keletkezés éve \| Bevezető előadás \| Időpont \| \| -------------------------- \| -------------------------------- \| -------------- \| ----------------------- \| ------------------ \| \| Sztárai Mihály \| Az igaz papságnak tiköre \| 1557 \| Janovics Jenő \| 1911. október 7. \| \| ismeretlen pálos szerzetes \| Omnia vincit amor \| 1765 \| Janovics Jenő \| 1911. október 7. \| \| Bessenyei György \| A philosophus \| 1777 \| Dézsi Lajos \| 1911. október 21. \| \| Csokonai Vitéz Mihály \| Gerson du Malhereux \| 1795 \| Janovics Jenő \| 1911. október 30. \| \| Katona József \| Bánk bán \| 1814 \| Erdélyi Pál \| 1911. november 10. \| \| Kisfaludy Károly \| A pártütők \| 1817 \| Seprődi János \| 1911. november 16. \| \| Vörösmarty Mihály \| Csongor és Tünde \| 1830 \| Janovics Jenő \| 1911. december 1. \| \| Gaal József \| A peleskei nótárius \| 1838 \| Gyalui Farkas \| 1911. december 12. \| \| Teleki László \| Kegyenc \| 1840 \| Csengery János \| 1911. december 21. \| \| Nagy Ignác \| Tisztújítás \| 1841 \| Janovics Jenő \| 1912. január 3. \| \| Szigligeti Ede \| Szökött katona \| 1843 \| Kovács Dezső \| 1912. január 9. \| \| Hugó Károly \| Báró és bankár \| 1847 \| Hevesi Sándor \| 1912. január 18. \| \| Szigligeti Ede \| A csikós \| 1847 \| Janovics Jenő \| 1912. január 22. \| \| Szigligeti Ede \| II. Rákóczi Ferenc fogsága \| 1848 \| Márki Sándor \| 1912. február 7. \| \| Szigligeti Ede \| Liliomfi \| 1849 \| Janovics Jenő \| 1912. február 13. \| \| Szigeti József \| A vén bakancsos és fia, a huszár \| 1855 \| Kiss Ernő \| 1912. február 16. \| \| Jókai Mór \| Szigetvári vértanúk \| 1860 \| Szádeczky-Kardoss Lajos \| 1912. február 19. \| \| Rákosi Jenő \| Aesopus \| 1866 \| Sebestyén Károly \| 1912. február 28. \| \| Dóczy Lajos \| A csók \| 1871 \| Janovics Jenő \| 1912. március 5. \| \| Tóth Ede \| A falu rossza \| 1874 \| Janovics Jenő \| 1912. március 8. \| \| Csiky Gergely \| A nagymama \| 1891 \| Janovics Jenő \| 1912. március 11. \| \| Herczeg Ferenc \| Bizánc \| 1904 \| Csengery János \| 1912. március 15. \| \| Gárdonyi Géza \| A bor \| 1906 \| Kovács Dezső \| 1912. március 19. \| \| Lengyel Menyhért \| Taifun \| 1909 \| Bede Jób \| 1912. március 27. \| \| Bródy Sándor \| A tanítónő \| 1908 \| Molnár Ferenc \| 1912. március 28. \| \| Molnár Ferenc \| Az ördög \| 1907 \| Móricz Zsigmond \| 1912. március 29. \| \| Herczeg Ferenc \| Déryné ifjasszony \| 1907 \| Janovics Jenő \| 1912. március 30. \| |                                  |                |                         |                    |
| Szerző | Cím                              | Keletkezés éve | Bevezető előadás        | Időpont            |
| Sztárai Mihály | Az igaz papságnak tiköre         | 1557           | Janovics Jenő           | 1911. október 7.   |
| ismeretlen pálos szerzetes | Omnia vincit amor                | 1765           | Janovics Jenő           | 1911. október 7.   |
| Bessenyei György | A philosophus                    | 1777           | Dézsi Lajos             | 1911. október 21.  |
| Csokonai Vitéz Mihály | Gerson du Malhereux              | 1795           | Janovics Jenő           | 1911. október 30.  |
| Katona József | Bánk bán                         | 1814           | Erdélyi Pál             | 1911. november 10. |
| Kisfaludy Károly | A pártütők                       | 1817           | Seprődi János           | 1911. november 16. |
| Vörösmarty Mihály | Csongor és Tünde                 | 1830           | Janovics Jenő           | 1911. december 1.  |
| Gaal József | A peleskei nótárius              | 1838           | Gyalui Farkas           | 1911. december 12. |
| Teleki László | Kegyenc                          | 1840           | Csengery János          | 1911. december 21. |
| Nagy Ignác | Tisztújítás                      | 1841           | Janovics Jenő           | 1912. január 3.    |
| Szigligeti Ede | Szökött katona                   | 1843           | Kovács Dezső            | 1912. január 9.    |
| Hugó Károly | Báró és bankár                   | 1847           | Hevesi Sándor           | 1912. január 18.   |
| Szigligeti Ede | A csikós                         | 1847           | Janovics Jenő           | 1912. január 22.   |
| Szigligeti Ede | II. Rákóczi Ferenc fogsága       | 1848           | Márki Sándor            | 1912. február 7.   |
| Szigligeti Ede | Liliomfi                         | 1849           | Janovics Jenő           | 1912. február 13.  |
| Szigeti József | A vén bakancsos és fia, a huszár | 1855           | Kiss Ernő               | 1912. február 16.  |
| Jókai Mór | Szigetvári vértanúk              | 1860           | Szádeczky-Kardoss Lajos | 1912. február 19.  |
| Rákosi Jenő | Aesopus                          | 1866           | Sebestyén Károly        | 1912. február 28.  |
| Dóczy Lajos | A csók                           | 1871           | Janovics Jenő           | 1912. március 5.   |
| Tóth Ede | A falu rossza                    | 1874           | Janovics Jenő           | 1912. március 8.   |
| Csiky Gergely | A nagymama                       | 1891           | Janovics Jenő           | 1912. március 11.  |
| Herczeg Ferenc | Bizánc                           | 1904           | Csengery János          | 1912. március 15.  |
| Gárdonyi Géza | A bor                            | 1906           | Kovács Dezső            | 1912. március 19.  |
| Lengyel Menyhért | Taifun                           | 1909           | Bede Jób                | 1912. március 27.  |
| Bródy Sándor | A tanítónő                       | 1908           | Molnár Ferenc           | 1912. március 28.  |
| Molnár Ferenc | Az ördög                         | 1907           | Móricz Zsigmond         | 1912. március 29.  |
| Herczeg Ferenc | Déryné ifjasszony                | 1907           | Janovics Jenő           | 1912. március 30.  |

##### Antik drámaciklus 1912–1913
Az antik görög drámaciklus tervét Janovics Jenő Csengery János professzorral együtt dolgozta ki; az előadássorozat célja az volt, hogy lehetőleg teljes képet adjon a görög és római drámákról. Az előző évi kételkedésnek nyoma sem maradt, és a ciklus minden előadása szép sikerrel zárult. A sorozat végén az Ujság így méltatta a vállalkozást: „Színházunk, amely mert egy ilyen sorozatra vállalkozni, megbecsült bennünket, s megbecsülte vele önmagát. És óhajtsuk, hogy az erkölcsi siker buzdítsa a jövő Janovicsait s a jövendő Csengery Jánosait, hogy minden esztendőben, ha nem kilenc estét, legalább két-három estét foglaljanak le az »Aranyeső« uncili-smuncili-féle szamárságaitól, egy Aiszkhülosz fenséges gondolatai, egy Szophoklész édesbús világa, egy Plautus homéroszi talentuma számára.
| \| Szerző \| Cím \| Bevezető előadás \| Időpont \| \| ---------------------- \| ---------------------- \| ---------------- \| ------------------ \| \| Aiszkhülosz \| Perzsák \| Csengery János \| 1912. november 6. \| \| Aiszkhülosz \| Oreszteia \| Csengery János \| 1912. november 22. \| \| Szophoklész \| Antigoné \| Csengery János \| 1912. december 11. \| \| Szophoklész \| Oidipusz király \| Csengery János \| 1913. január 14. \| \| Euripidész \| Médeia \| Csengery János \| 1913. február 11. \| \| Euripidész \| Küklopsz (szatírdráma) \| Csengery János \| 1913. február 19. \| \| Arisztophanész \| Békák \| Csengery János \| 1913. április 8. \| \| Plautus \| A hetvenkedő katona \| Csengery János \| 1913. április 26. \| \| Publius Terentius Afer \| A testvérek \| Csengery János \| 1913. május 20. \| |                        |                  |                    |
| Szerző | Cím                    | Bevezető előadás | Időpont            |
| Aiszkhülosz | Perzsák                | Csengery János   | 1912. november 6.  |
| Aiszkhülosz | Oreszteia              | Csengery János   | 1912. november 22. |
| Szophoklész | Antigoné               | Csengery János   | 1912. december 11. |
| Szophoklész | Oidipusz király        | Csengery János   | 1913. január 14.   |
| Euripidész | Médeia                 | Csengery János   | 1913. február 11.  |
| Euripidész | Küklopsz (szatírdráma) | Csengery János   | 1913. február 19.  |
| Arisztophanész | Békák                  | Csengery János   | 1913. április 8.   |
| Plautus | A hetvenkedő katona    | Csengery János   | 1913. április 26.  |
| Publius Terentius Afer | A testvérek            | Csengery János   | 1913. május 20.    |

##### Shakespeare-drámaciklus 1913–1914
Az 1913–1914-es évad gerincét a műsorterv szerint a Shakespeare-ciklus alkotta; a terv szerint tizenöt darabot kívántak előadni legalább negyven előadáson; végül tizennégy bemutatóra és harmincöt előadásra került sor. Az elgondolás jól illeszkedett az európai Shakespeare-reneszánsz vonulatába, illetve a kolozsvári színjátszás hagyományaiba; az időzítéssel a drámaíró születésének 350. évfordulóját ünnepelték. Az előző két év drámaciklusaitól eltérően a sorozat darabjai bekerültek a színház állandó műsorába is.
Mivel Janovics Jenő több éves tervekkel dolgozott, a színészek évekig készülhettek egy-egy szerepre. A vezető színészek mindegyike egy-két, legfeljebb három nagy szerepet kapott, és a többi Shakespeare-darabban mellékszereplőként vett részt.
Imre Sándor értékelése szerint a Shakespeare-ciklus „jelentőségében akkora volt, mint a két előző és sikerében szinte egyedülálló a kolozsvári Nemzeti Színház történetében.”
| \| Cím \| Bevezető előadás \| Időpont \| \| ------------------------ \| ---------------- \| ------------------ \| \| Felsült szerelmesek[* 3] \| Janovics Jenő \| 1913. október 7. \| \| III. Richárd \| Janovics Jenő \| 1913. október 13. \| \| A makrancos hölgy[* 4] \| Janovics Jenő \| 1913. október 30. \| \| Rómeó és Júlia \| Janovics Jenő \| 1913. november 15. \| \| A velencei kalmár \| Janovics Jenő \| 1913. november 27. \| \| Vízkereszt \| Janovics Jenő \| 1913. december 16. \| \| Julius Caesar \| Csengery János \| 1914. január 5. \| \| A windsori víg nők \| Janovics Jenő \| 1914. január 17. \| \| Hamlet, dán királyfi \| Ravasz László \| 1914. január 27. \| \| Szentivánéji álom \| Dézsi Lajos \| 1914. február 7. \| \| Othello \| Janovics Jenő \| 1914. február 27. \| \| Lear király \| Janovics Jenő \| 1914. március 22. \| \| Coriolanus \| Gál Kelemen \| 1914. április 20. \| \| Macbeth \| Janovics Jenő \| 1914. április 23. \| |                  |                    |
| Cím | Bevezető előadás | Időpont            |
| Felsült szerelmesek | Janovics Jenő    | 1913. október 7.   |
| III. Richárd | Janovics Jenő    | 1913. október 13.  |
| A makrancos hölgy | Janovics Jenő    | 1913. október 30.  |
| Rómeó és Júlia | Janovics Jenő    | 1913. november 15. |
| A velencei kalmár | Janovics Jenő    | 1913. november 27. |
| Vízkereszt | Janovics Jenő    | 1913. december 16. |
| Julius Caesar | Csengery János   | 1914. január 5.    |
| A windsori víg nők | Janovics Jenő    | 1914. január 17.   |
| Hamlet, dán királyfi | Ravasz László    | 1914. január 27.   |
| Szentivánéji álom | Dézsi Lajos      | 1914. február 7.   |
| Othello | Janovics Jenő    | 1914. február 27.  |
| Lear király | Janovics Jenő    | 1914. március 22.  |
| Coriolanus | Gál Kelemen      | 1914. április 20.  |
| Macbeth | Janovics Jenő    | 1914. április 23.  |

##### Az első világháború évei 1914–1918
Az 1913-ban újabb hat évre kinevezett igazgató, Janovics Jenő az 1914–1915-ös évadra tíz darabból álló Molière-ciklust tervezett, de a terv megvalósítását a világháború kitörése megakadályozta. A színház – a magyarországi együttesek közül egyedüliként – nem zárt be, sőt a hadba vonult alkalmazottak fizetését is folyósította. A szabadságra hazatért vagy sebesült katonáknak és családtagjaiknak ingyen belépőt biztosítottak. A műsort hosszú ideig kizárólag magyar darabok alkották; ezek között számos divatos, ámde igénytelen háborús mű is akadt. Az előadások előtt lelkesítő és vigasztaló beszédeket tartottak, a felvonások között a kedvező harctéri híreket is felolvasták. Több jótékony célú estet tartottak a Vöröskereszt javára, de szerveztek műsorokat a rokkantak, hadiözvegyek és hadiárvák, menekültek megsegítésére is. A helyárakat pótdíjjal emelték meg, amelyet a színészek hadsegélyezésére, valamint nyugdíjintézetük és segélyegyletük támogatására fordítottak.
Az 1915–1916-os évadban kevesebb darabbal ugyan, de sikerült megszervezni az előző évre tervezett Molière-sorozatot. Az 1917–1918-as évadban az operaelőadások számának és színvonalának növelését tűzték ki célul; 84 előadáson 19 különböző operát vittek színpadra. A közönség igényeinek kielégítésére tizenöt népies színdarabot mutattak be. Seprődi János segítségével a Zenepedagógiai Egylettel közösen hangversenysorozatokat szerveztek a magyar zenetörténet bemutatására.
1918 őszén, amikor az őszirózsás forradalom során szerte az országban színésztanácsok alakultak, és átvették az igazgatóktól a színházak vezetését, a kolozsvári színház színészei egyhangúlag kinyilvánították, hogy a megszokott rend szerint folytatják a működést, és bizalmat szavaztak az igazgatónak. Az utcai tüntetések miatt azonban több előadást nem lehetett megtartani, illetve a román hadsereg közeledését aggodalommal fogadó közhangulat miatt a nézők is elmaradtak. 1918. december 21-én, amikor a román csapatok már Apahidáig jutottak, Janovics felajánlotta a színészeknek, hogy aki menekülni akar, azt ellátja útiköltséggel, de ők a maradást választották.

##### A román hatalomátvétel 1918–1919

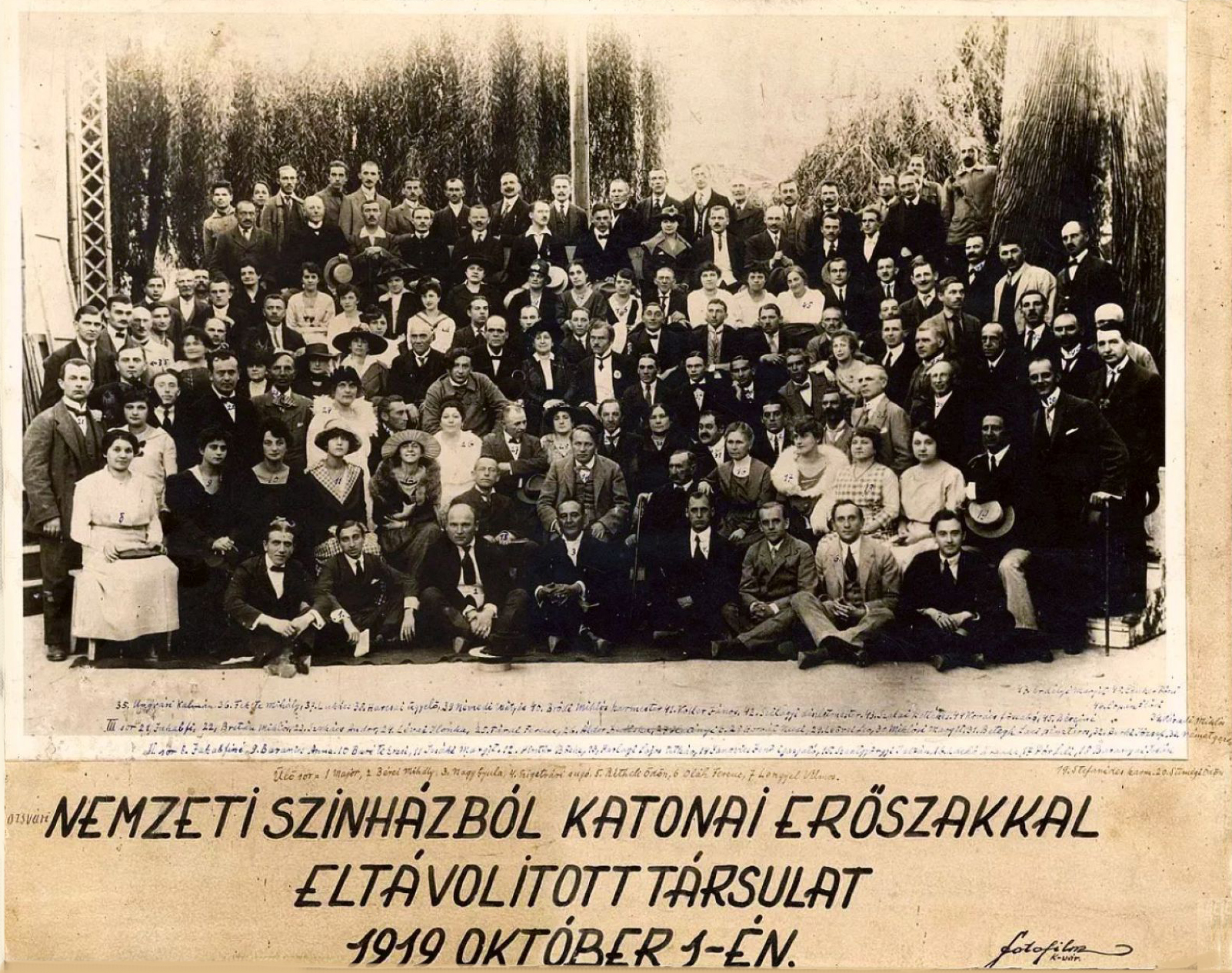

Miután a román csapatok 1918. december 24-én bevonultak Kolozsvárra, és kijárási tilalmat rendeltek el, az előadásokat korábban kellett kezdeni. 1919 elején a román katonai parancsnokok több ízben bezáratták a színházat (január 22–27.: a közönség tüntetése miatt, március 13–19.: a városban történt merénylet miatt, április 2–4.: általános sztrájk miatt, április 17–19.: ortodox húsvét miatt). 1919. május 14-én a nagyszebeni román kormányzótanács (Consiliul Dirigent al Transilvaniei, Banatului și ținuturilor românești din Ungaria) nevében Onisifor Ghibu megjelent a színházban, hogy azt a többi állami tulajdonhoz hasonlóan átvegye. Janovics Jenő jegyzőkönyvbe vétette, hogy az épület nem állami tulajdon, mert az a Pesti Magyar Kereskedelmi Bank hiteléből épült, és a törlesztőrészleteket saját maga fizette; ennek ellenére a színház átvétele megtörtént. A színház a továbbiakban a román állami cenzúrának volt alávetve, ami számos klasszikus darab betiltásával járt; ugyanakkor helyet kellett adnia a különböző román állami társulatoknak is, ezért elmaradtak az ifjúsági előadások. Hosszas egyeztetések és számos jogi kifogás után augusztusban Janovics felajánlotta a kormányzótanácsnak, hogy átadja a színház épületét, amennyiben eladják vagy bérbe adják neki a Farkas utcai színházat, és biztosítják, hogy ott magyar színház működhessen. A kormányzótanács nem válaszolt erre a felvetésre, október 1-jén pedig feltétel nélkül birtokba vették a színházat, ami ellen Janovics hiába emelt szót. A magyar társulat utolsó előadásán a Hunyadi téri épületben 1919. szeptember 30-án a Hamlet volt műsoron; a címszerepet Janovics Jenő, Ophéliát Poór Lili, Claudiust Szentgyörgyi István, Gertrudot Laczkó Aranka játszotta. Ezt követően a magyar társulat a sétatéri színházban folytatta működését.

#### 1940–1945
Miután a második bécsi döntés nyomán 1940. szeptember 11-én a magyar honvédség bevonult Kolozsvárra, szeptember 23-án a Tábori Színház tartott előadást az épületben. Nemzeti Színházként való újbóli megnyitására csak 1941 őszén került sor, a hivatalos indoklás szerint az épület rossz állapota miatt. Az 1941. február 20-i MTI-közlemény szerint a felújítást Kós Károlyra bízták; az építész azonban rövidesen úgy nyilatkozott, hogy az épület „minden erdélyi beleszólás nélkül" épült „bécsi gyári áru", és az évadkönyvben már nem szerepelt a neve. Az európai színvonalú felújítás során forgószínpad, süllyesztő, korszerű zsinórpadlás, 40 mellékállomásos telefonközpont készült, higanygőzlámpákat szereltek fel, és kicserélték a fűtés- és vízvezetékrendszert.
1940. szeptember 14-én a sajtó arról cikkezett, hogy a színház igazgatója Táray Ferenc lett, de kinevezése ekkor még nem történt meg. 1941 február-márciusában szerződést kötöttek a kolozsvári társulat tagjaival, kivéve a zsidó színészeket. 1941. májusban a színház főigazgatójává Kemény Jánost, igazgatójává, azaz művészeti vezetőjévé Táray Ferencet nevezték ki. Az ünnepélyes megnyitást 1941. november 9-én tartották József és József Ferenc főhercegek, Hóman Bálint kultuszminiszter, a kormány képviseletében Bánffy Dániel földművelésügyi miniszter, a felsőház és képviselőház küldöttei, diplomáciai testületek, a budapesti Nemzeti Színház tíz képviselője, a fővárosi sajtó, erdélyi és anyaországi főméltóságok, a szovjet harctéren megsebesült katonák küldöttsége részvételével. Az újranyitás alkalmával az előcsarnokban két márványtáblát helyeztek el. Az 1941–1942-es évadban 282 előadást (122 prózai, 160 opera és operett) tartottak, amelyeket összesen 180 000 néző tekintett meg.
Az 1941–1942-es évad végén Táray Ferenc lemondott igazgatói tisztségéről; utódja Mihályffy Béla lett. Az 1942–1943-as évadban a színház válságba került a korszerű darabok és alkotó légkör hiánya miatt; a külföldi szerzők tekintetében a pesti színházak műsorát követték. A társulat túlméretezettsége miatt a színészek ritkán jutottak színpadra. Az 1943–1944-es évadot a világítóberendezés átszerelése miatt a sétatéri épületben kezdték el. Az évad utolsó bemutatója Zilahy Lajosnak a zsidókérdést tárgyaló Fatornyok című darabja volt, amelyet a német megszállás után le kellett venni a műsorról. 1944 őszén a színház a tervezett időpontban, szeptember 11-én megnyitott, de több színész elmenekült a szovjet csapatok közeledése miatt. Még két előadást tartottak, majd az igazgatóság néhány nap múlva két hét szabadságra küldte a társulat tagjait, és 15-én a színház teljes vezetősége elhagyta a várost. 1944. szeptember 29-én a vallás- és közoktatásügyi miniszter elrendelte a színház evakuálását, október 5-én azonban kiderült, hogy ehhez a katonai parancsnokság nem tud szállítóeszközöket biztosítani. A színészek ígéretet kaptak arra, hogy Pesten folytathatják az évadot, így mintegy kétszázan az elutazást választották.
1944. október 11-én a 2. Ukrán Front bevonult Kolozsvárra. Három hét múlva a szovjet városparancsnok elrendelte Demeter János alpolgármesternek, hogy szervezze meg a színházi előadásokat. Fekete Mihály rendező összegyűjtötte a városban tartózkodó színészeket, és ismét elkezdték az előadásokat, vegyes színvonalon. A Városi Színház néven működő intézmény igazgatását 1944. november 6-án Kőmíves Nagy Lajos vette át. 1944 végén megalakult a román színház és opera, amelynek munkáját a magyar tagozat zenekarral, műszaki személyzettel, sőt színészekkel és énekesekkel segítette.

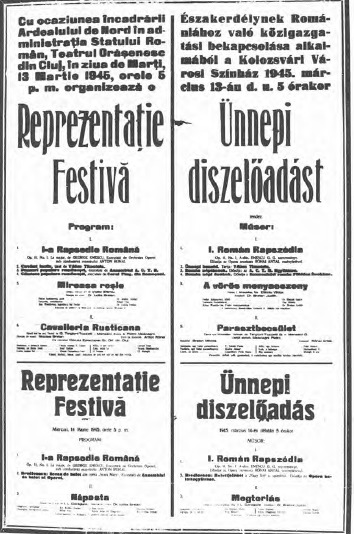
Az 1945. március 13-i díszelőadás plakátja

A Groza-kormány megalakulása után, 1945. március 13-án megtörtént Észak-Erdély bekapcsolása a román közigazgatásba. Március végén a román sajtóban arról cikkeztek, hogy a második bécsi döntés után Temesvárra költözött Román Nemzeti Színház és Opera visszatér a városba, és megkapja a Hunyadi téri épületet, a magyar tagozat pedig a sétatéri épületbe, az úgynevezett nyári színkörbe költözik át. A Román Kommunista Párt programját támogató pártokból és szakszervezetekből álló Országos Demokrata Arcvonal Jordáky Lajos javaslatára határozatot hozott, hogy a téli előadásoknak csak a nagy színház felel meg, a sétatéri épületet pedig mindkét tagozat használja nyáron, illetve az operett-előadásokra. 1945. június 20-án, az évadzáró ülésen Kőmíves Nagy Lajos beadta lemondását a színház finanszírozási helyzetének megoldatlansága miatt, utódja a Kolozsvárra visszatért Janovics Jenő lett.
1945 nyarán a Magyar Népi Szövetség (MNSZ) Bukarestben tárgyalásokat folytatott a kormánnyal a romániai magyar színházak ügyében. Az MNSZ előterjesztéseit a kormány 80%-ban elfogadta, de a Hunyadi téri épületet illetően nem volt hajlandó engedményre. Így tehát a magyar társulat – immár Kolozsvári Állami Magyar Színház néven – november 16-án a nyári színkörben tartotta meg évadnyitó előadását.

### Az épület további sorsa
A Hunyadi téri épület 1945 óta a Román Nemzeti Színháznak és a Román Nemzeti Operának ad otthont. 1958-ban az épületet kibővítették, és új próbatermeket alakítottak ki. 1975–1976-ban az épületet restaurálták, a berendezést és a belső díszítéseket felújították.

## Nevezetes színészei, énekesei
A listában a kolozsvári színház örökös tagjai vastagítással vannak jelölve.
- Aczél Ilona[66]
- Áldor Juliska (P. Áldor Juliska)[67]
- Andrási Márton[68]
- Angi Béla[69]
- Árpási Kata[70]
- Bán Elemér[71]
- Bánóczy Dezső[72]
- Báthory Elza[73]
- Batizfalvy Elza[74]
- Beness Ilona (Benes Ilona)[75]
- Berky József[76]
- Berky Lili[77]
- Berlányi Vanda[78]
- Bihari Ákos[79]
- Bretán Miklós (Nicolae Bretan)[80]
- Cenker Róza (H. Cenker Róza)[81]
- Czakó Gyula[82]
- Czoppán Flóra[83]
- Csatár Győző[84]
- Csóka József[85]
- Dezséri Emma[86]
- Dezséri Gyula[87]
- Dunai Rózsi (B. Dunai Rózsi)[88]
- Fajk Rózsi[89]
- Faragó Ödön[90]
- Fehér Gyula[91]
- Fáy Flóra (U. Fáy Flóra)[92]
- Fekete Mihály[93]
- Forgács Rózsi[94]
- Gábori Zoltán[95]
- Gáborjáni Szabó Klára[96]
- Gálosi Zoltán[97]
- Gömöry Vilma[98]
- Görbe János[99]
- Gulácsy Albert[100]
- Harcsay Ferenc[101]
- Hegyi Lili (V. Hegyi Lili, Hegyi V. Lili) [102]
- Hetényi Elemér (Hetényi Dömény Elemér)[103]
- Hettyey Aranka[104]
- Hidvégi Ernő[105]
- Horti Sándor[106]
- Horváth László[107]
- Horváth Paula[108]
- Ihász Aladár[109]
- Izsáky Margit[110]
- Jakabffy Jolán[111]
- Jancsó Adrienne[112]
- Janovics Jenő[113]
- Kaczér Margit[114]
- Káldi Mariska[115]
- Kardos Andor[116]
- Károlyi Leona[117]
- Kassay Károly[118]
- Kertész Endre[119]
- Király Ernő[120]
- Kiss Ilona[121]
- Kozma Gyula[122]
- Körmendy Kálmán[123]
- Krasznay Ernő[124]
- Kürthy György[125]
- Laczkó Aranka[126]
- László Gyula[127]
- Lengyel Klári[128]
- Lengyel Vilmos[129]
- Leövey Leó[130]
- Lévay Ilonka (M. Lévay Ilonka)[131]
- Lukács Juliska (P. Lukács Juliska)[132]
- Makrai Dénes[133]
- Mészáros Alajos[134]
- Mihályfi Béla[135]
- Miklóssy Margit[136]
- Nagy Adorján[137]
- Nagy Gyula[138]
- Nagy Ilonka (B. Nagy Ilona) [139]
- Nagy István[140]
- Némedy Mátyás[141]
- Örvössy Géza[142]
- Pálmay Ilka[143]
- Papp Mihály[144]
- Parlagi Lajos[145]
- Pataki József[146]
- Poór Lili[147]
- Rajnai Elli[148]
- Rajnai Gábor[149]
- Réthely Ödön[150]
- Sallai Kornélia[151]
- Sárközy Blanka[152]
- Sebestyén Géza[153]
- Simon Marcsa[154]
- Sümegi Ödön[155]
- Szabados Piroska[156]
- Szabó Pepi (Szabó Josefa)[157]
- Szakács Andor[158]
- Szakáts Miklós[159]
- Szanati József[160]
- Szentgyörgyi István[161]
- Takács Paula[162]
- Táray Ferenc[163]
- Tompa Sándor (Pufi)[164]
- Tóvölgyi Margit[165]
- Várady Miklós[166]
- Várady Rudolf[167]
- Várkonyi Mihály[168]
- Versényi Ida[169]
- Zsögön Lenke[170]